# رینار هالیک
رینار هالیک (استونیایی: Reinar Hallik؛ زادهٔ ۵ ژانویهٔ ۱۹۸۴) بازیکن بسکتبال اهل استونی است.
از باشگاه‌هایی که در آن بازی کرده‌است می‌توان به باشگاه بسکتبال کالو و باشگاه بسکتبال راکوره تارواس اشاره کرد.